# Analytical Abstracts
Analytical Abstracts est une revue de recherche sur la chimie analytique publiée depuis le milieu des années 1950 par la Royal Society of Chemistry.
Elle a été éditée à l'origine par la Society for Analytical Chemistry qui a fusionné avec d'autres sociétés en 1980 pour former la Royal Society of Chemistry.

## Description
Publiée mensuellement, la revue continue à être éditée mais uniquement en ligne. La version en ligne est accessible à ceux qui ont une licence institutionnelle. Elle est mise à jour chaque semaine et les utilisateurs peuvent s'inscrire pour recevoir des notifications par e-mail les informant des mises à jour.
Plus d'un demi-million d'articles sont sélectionnés parmi une liste de plus de 100 revues sources, couvrant non seulement la chimie analytique, mais également les domaines de la chimie alimentaire et environnementale (entre autres). Le principal critère de sélection d'un article est qu'il doit traiter de la mesure pratique d'une ou plusieurs espèces chimiques et doit impliquer l'utilisation d'un nouveau protocole.
La classification des articles est effectuée sur la base de trois aspects de l'article : l'analyte, la matrice et le concept. Bien qu'il ne soit pas nécessaire qu'un article décrive les trois aspects, au moins l'un d'entre eux doit être identifiable pour être inclus dans la revue.